# Unterseeboot 359
Le Unterseeboot 359 (ou U-359) est un sous-marin allemand (U-Boot) de type VII.C utilisé par la Kriegsmarine (marine de guerre allemande) pendant la Seconde Guerre mondiale.

## Construction
L'U-359 est un sous-marin océanique de type VII C. Construit dans les chantiers de Flensburger Schiffbau-Gesellschaft à Flensbourg, la quille du U-359 est posée le 6 juin 1941 et il est lancé le 11 juin 1942. L'U-359 entre en service quatre mois plus tard.

## Historique
Mis en service le 5 octobre 1942, l'Unterseeboot 359 et son équipage effectuent leur formation à Danzig sous les ordres du Leutnant zur See Heinz Förster, promu à partir du 1er février 1943, Oberleutnant zur See, au sein de la 8. Unterseebootsflottille jusqu'au 28 février 1943, puis l'U-359 rejoint son unité de combat dans la 7. Unterseebootsflottille à la base sous-marine de Saint-Nazaire.
L'Unterseeboot 359 effectue trois patrouilles, toutes sous les ordres de l'Oberleutnant zur See Heinz Förster, dans lesquelles il ne coule, ni n'endommage de navire ennemi au cours de ses 103 jours en mer.
Pour sa première patrouille, l'U-359 appareille de Kiel le 4 février 1943. Après 43 jours en mer, il arrive à Saint-Nazaire 18 mars 1943.
Sa deuxième patrouille commence à Saint-Nazaire le 19 avril 1943 pour y revenir 32 jours plus tard, le 20 mai 1943.
Sa troisième patrouille commence le 29 juin 1943, de Saint- Nazaire.
Le 3 juillet 1943, vers 18 h 15, à l'ouest de Porto du Portugal, l'U-359 et l'U-466 subissent une attaque aérienne d'un bombardier Consolidated B-24 Liberator américain (1st A/S Squadron USAAF) qui les mitraille et leur lance trois bombes qui explosent entre les U-Boote. Ceux-ci réussissent à lui échapper à 18 h 26. Les armes de défenses anti-aériennes des deux U-Boote touchent le bombardier qui s'écrase, tuant les dix aviateurs membres de l'équipage.
Après 28 jours en mer, l'U-359 est coulé le 26 juillet 1943, dans les Caraïbes au sud de Saint-Domingue à la position géographique de 18° 06′ N, 75° 00′ O par des charges de profondeur lancées d'un hydravion Martin PBM Mariner américain (du VP Squadron 32, P-12).
Les 47 membres d'équipage meurent dans cette attaque.

## Affectations
- 8. Unterseebootsflottille à Danzig du 5 octobre 1942 au 28 février 1943 (entrainement).
- 7. Unterseebootsflottille à Saint-Nazaire du 1er mars 1943 au 26 juillet 1943 (service actif).

## Commandements
- Leutnant zur See, puis Oberleutnant zur See Heinz Förster du 5 octobre 1942 au 26 juillet 1943

## Patrouilles
|       | Commandant          | Départ         | Départ        | Arrivée         | Arrivée       | Jours     | Succès |
| ----- | ------------------- | -------------- | ------------- | --------------- | ------------- | --------- | ------ |
| 1     | Oblt. Heinz Förster | 4 février 1943 | Kiel          | 18 mars 1943    | Saint-Nazaire | 43 jours  |        |
| 2     | Oblt. Heinz Förster | 19 avril 1943  | Saint-Nazaire | 20 mai 1943     | Saint-Nazaire | 32 jours  |        |
| 3     | Oblt. Heinz Förster | 29 juin 1943   | Saint-Nazaire | 26 juillet 1943 | Coulé         | 28 jours  |        |
| Total | Total               | Total          | Total         | Total           | Total         | 103 jours | 0 t    |

Note : Oblt. = Oberleutnant zur See

### Opérations Wolfpack
L'U-358 a opéré avec les Wolfpacks (meute de loups) durant sa carrière opérationnelle :
1. Neptun (18 février 1943 - 28 février 1943)
2. Wildfang (28 février 1943 - 5 mars 1943)
3. Westmark (6 mars 1943 - 11 mars 1943)
4. Amsel (26 avril 1943 - 3 mai 1943)
5. Amsel 4 (3 mai 1943 - 6 mai 1943)
6. Rhein (7 mai 1943 - 10 mai 1943)
7. Elbe 2 (10 mai 1943 - 12 mai 1943)

## Navires coulés
L'Unterseeboot 359 n'a ni coulé, ni endommagé de navire ennemi au cours des trois patrouilles (103 jours en mer) qu'il effectua.

### Source et bibliographie
- (en) Cet article est partiellement ou en totalité issu de l’article de Wikipédia en anglais intitulé « German submarine U-359 » (voir la liste des auteurs).
- Chris Bishop, historien militaire (trad. de l'anglais par Christian Muguet), Les sous-marins de la Kriegsmarine : 1939-1945 : le guide d'identification des sous-marins [« The spellmount submarine identification guide : Kriegsmarine U-boats 1939-1945 »], Paris, Éd. de Lodi, 2008, 192 p. (ISBN 978-2-84690-327-1, OCLC 470721805, BNF 41298980)